# Renaissance (Beyoncé-Album)
Renaissance (Alternativer Titel: act i)  ist das siebte Studioalbum der US-amerikanischen Sängerin Beyoncé. Es erschien am 29. Juli 2022 bei Columbia Records. Es belegte ebenso wie alle Vorgängeralben Platz eins der Billboard-Charts. Als Lead Single wurde Break My Soul veröffentlicht.

## Hintergrund und Entstehung
Im August 2021 gab Beyoncé im Rahmen ihres Artikels im Magazin Harper’s Bazaar bekannt, dass sie seit mehr als einem Jahr an ihrem siebten Studioalbum arbeitet. Sie enthüllte, dass „nach all der Isolation und Ungerechtigkeit im vergangenen Jahr, ich denke, wir sind alle bereit zu fliehen, zu reisen, zu lieben und wieder zu lachen“.
Das Album wurde am 16. Juni 2022 angekündigt. Am 30. Juni 2022 enthüllte Beyoncé das Cover des Albums auf ihren Social-Media-Konten. Auf dem Standardcover sitzt sie auf einem holografischen Kristallpferd. Kritiker interpretierten das Cover als Anspielung auf das Gemälde Lady Godiva von John Collier aus dem Jahr 1897. Am 1. Juli 2022 zierte Beyoncé das Cover der britischen Vogue, deren Herausgeber Edward Enninful Renaissance in Teilen hörte. Ihm zufolge sei das Album eine Kombination aus „lyrischen Höhenflügen und mitreißenden Rhythmen“. Als erste Single wurde der Track Break My Soul veröffentlicht. In den Vereinigten Staaten erreichte der Song Platz eins der Billboard Hot 100. Durch das Portal TikTok erlangte Cuff It eine große Reichweite und wurde im September 2022 als zweite offizielle Single veröffentlicht. America has a Problem wurde als dritte Single mit dem Rapper Kendrick Lamar veröffentlicht. 2023 hat sich Beyoncé auf große Renaissance Welt Tour begeben und wird diese Tour als Film veröffentlichen. Das siebte Album wurde als Teil 1 von 3 veröffentlicht.

## Titelliste
| Nr.          | Titel                           | Länge   |
| ------------ | ------------------------------- | ------- |
| 1.           | I’m That Girl                   | 3:28    |
| 2.           | Cozy                            | 3:30    |
| 3.           | Alien Superstar                 | 3:35    |
| 4.           | Cuff It                         | 3:45    |
| 5.           | Energy (mit Beam)               | 1:56    |
| 6.           | Break My Soul                   | 4:38    |
| 7.           | Church Girl                     | 3:44    |
| 8.           | Plastic Off the Sofa            | 4:14    |
| 9.           | Virgo’s Groove                  | 6:08    |
| 10.          | Move (mit Grace Jones und Tems) | 3:23    |
| 11.          | Heated                          | 4:04    |
| 12.          | Thique                          | 4:04    |
| 13.          | All Up in Your Mind             | 2:49    |
| 14.          | America Has a Problem           | 3:18    |
| 15.          | Pure/Honey                      | 4:48    |
| 16.          | Summer Renaissance              | 4:34    |
| Gesamtlänge: | Gesamtlänge:                    | 1:02:14 |

## Rezensionen
Renaissance erhielt breite Anerkennung von Musikkritikern. Viele von ihnen lobten die zusammenhängende und vielseitige Produktion, die Gesangsdarbietungen und die Feier der schwarzen Tanzmusik. Auf der Seite Metacritic erhielt das Album eine Bewertung von 92 % („Universal Acclaim“, „Allgemeine Anerkennung“), basierend auf 24 Kritiken. Es ist ihr am höchsten bewertetes Album, gleichauf mit Lemonade.

## Kommerzieller Erfolg

### Chartplatzierungen
| ChartsChartplatzierungen       | Höchstplatzierung | Wochen |
| ------------------------------ | ----------------- | ------ |
| Deutschland (GfK)              | 2 (24 Wo.)        | 24     |
| Österreich (Ö3)                | 2 (14 Wo.)        | 14     |
| Schweiz (IFPI)                 | 3 (44 Wo.)        | 44     |
| Vereinigte Staaten (Billboard) | 1 (91 Wo.)        | 91     |
| Vereinigtes Königreich (OCC)   | 1 (72 Wo.)        | 72     |

| ChartsJahrescharts (2022)      | Platzierung |
| ------------------------------ | ----------- |
| Schweiz (IFPI)                 | 35          |
| Vereinigte Staaten (Billboard) | 21          |
| Vereinigtes Königreich (OCC)   | 35          |

| ChartsJahrescharts (2023)      | Platzierung |
| ------------------------------ | ----------- |
| Vereinigte Staaten (Billboard) | 22          |
| Vereinigtes Königreich (OCC)   | 39          |

| ChartsJahrescharts (2024)      | Platzierung |
| ------------------------------ | ----------- |
| Vereinigte Staaten (Billboard) | 177         |

### Auszeichnungen für Musikverkäufe
| Land/Region                  | Auszeichnungen für Musikverkäufe (Land/Region, Auszeichnung, Verkäufe) | Verkäufe  |
| ---------------------------- | ---------------------------------------------------------------------- | --------- |
| Australien (ARIA)            | Gold                                                                   | 35.000    |
| Belgien (BRMA)               | Gold                                                                   | 10.000    |
| Brasilien (PMB)              | Diamant                                                                | 160.000   |
| Dänemark (IFPI)              | Platin                                                                 | 20.000    |
| Frankreich (SNEP)            | Platin                                                                 | 100.000   |
| Italien (FIMI)               | Gold                                                                   | 25.000    |
| Kanada (MC)                  | Platin                                                                 | 80.000    |
| Neuseeland (RMNZ)            | Platin                                                                 | 15.000    |
| Polen (ZPAV)                 | Platin                                                                 | 20.000    |
| Schweden (IFPI)              | Gold                                                                   | 15.000    |
| Spanien (Promusicae)         | Gold                                                                   | 20.000    |
| Ungarn (MAHASZ)              | Gold                                                                   | 2.000     |
| Vereinigte Staaten (RIAA)    | 2× Platin                                                              | 2.000.000 |
| Vereinigtes Königreich (BPI) | Platin                                                                 | 300.000   |
| Insgesamt                    | 6× Gold · 8× Platin · 1× Diamant ·                                     | 2.802.000 |

Hauptartikel: Beyoncé/Auszeichnungen für Musikverkäufe